# Inge Ejderstedt
Inge Ejderstedt (24 de dezembro de 1946) é um ex-futebolista sueco que atuava como meio-campo.

## Carreira
Ejderstedt competiu na Copa do Mundo de 1970, sediada no México, na qual a seleção de seu país terminou na nona colocação dentre os 16 participantes.